# Lodovico Cavaleri
Lodovico Cavaleri ou Ludovico Cavaleri, né à Milan en 1867 et mort à Cuvio en 1942, est un peintre italien.

## Biographie
Autodidacte, membre de l'école du Naturalisme Lombard dans ses dernières étapes, Cavalieri abandonne ses études de médecine en 1888, pour se consacrer exclusivement à la peinture. Ayant commencé à se spécialiser dans des paysages marins sous l'influence de ses contemporains Pompeo Mariani et Giorgio Belloni en 1890, il adopte ensuite l'approche anti-naturaliste  caractéristique de la fin du siècle, peut-être à cause de son amitié avec le poète Symboliste Gian Pietro Lucini. En plus de sa grande production de peintures, il travaille également comme illustrateur et artiste commercial. Participant régulièrement à de grandes expositions, il obtient un succès considérable sur le marché de l'art et plusieurs récompenses officielles, dont une médaille d'or à l'Exposition Internationale de Munich en 1902. La prestigieuse Galleria Pesaro accueille deux expositions personnelles de l'artiste, l'une en 1918 et l'autre en 1935. Il meurt à Cuvio, Varese, en 1942.